# Rhea Clarke
Pour les articles homonymes, voir Clarke.
Pas d'image ? Cliquez ici

a Compétitions nationales et continentales officielles uniquement.

b Matchs officiels uniquement.
Dernière mise à jour le 8 août 2025.
Rhea Clarke née le 31 août 2003 à Saline (Écosse), est une joueuse internationale écossaise de rugby à XV évoluant au poste de demi de mêlée.
Sa soeur ainée, Elliann Clarke, est également une joueuse internationale écossaise.

## Biographie
Née le 31 août 2003 à Saline en Écosse, Rhea Clarke commence la pratique du rugby à XV à l'âge de six ans avec sa sœur ainée Elliann, au Dunfermline RFC. Elle rejoint ensuite le club du Stirling County RFC, où elle remporte plusieurs titres nationaux dans les catégories des moins de 15 et moins de 18 ans. Elle est sélectionnée avec l'équipe d'Écosse des moins de 18 ans.
Elle part étudier à l'université d'Édimbourg dont elle intègre l'équipe. La première saison la mène jusqu'en finale du Championnat universitaire du Royaume-Uni (défaite 21 à 32 contre l'université d'Hartpury (en)). Elle n'est pas sélectionnée par l'équipe d'Écosse pour la Coupe du monde 2021 mais participe à la préparation avec le statut de « joueuse invitée ».
En 2023, elle dispute la première édition du Celtic Challenge avec la franchise fédérale des Thistles. À nouveau, elle fait partie de l'effectif élargi de l'équipe d'Écosse qui prépare le Tournoi des Six Nations 2023.
En 2023-2024, elle est sélectionnée pour jouer le Celtic Challenge avec la nouvelle franchise des Glasgow Warriors. Elle est sélectionnée avec l'équipe d'Écosse des moins de 20 ans pour participer à la Summer Series à Parme.
En 2024, elle change d'équipe et va renforcer la franchise d'Édimbourg Rugby. Sélectionnée pour le Six Nations 2025 en compagnie de sa sœur, elle fait ses débuts internationaux contre l'Angleterre lors de la quatrième journée.
À partir de la saison 2025-2026, elle s'engage avec les Bristol Bears, rejoignant sa sœur en Angleterre. Elles sont toutes les deux sélectionnées pour la Coupe du monde 2025, devenant les première sœurs à disputer une même édition sous les couleurs écossaises.

## Palmarès
- Finaliste du Championnat universitaire du Royaume-Uni en 2022.